# Коррі тен Боом
Ко́ррі тен Бо́ом (нід. Cornelia (Corrie) ten Boom; 15 квітня 1892, Амстердам, Нідерланди — 15 квітня 1983, Каліфорнія, США) — нідерландська християнська письменниця, праведниця світу.

## Життєпис
Вона та члени її сім'ї переховували євреїв від нацистів, за що потрапили у тюрму, а пізніше у концтабір. В ув'язненні померли батько та сестра Коррі тен Боом. За її автобіографією «Схованка» (англ. The Hiding Place) було знято фільм з такою же назвою (1975).
У грудні 1969 року Коррі тен Боом державою Ізраїль було присвоєне звання «Праведника світу».

## Твори

### Обранні твори
- 1945 — «Gevangene en toch…»
- 1950 — «Maar één antwoord»
- 1966 — «Verslagen vijanden: over okkulte machten»
- 1972 — «De schuilplaats»
- 1976 — «In het huis van mijn vader: de jaren vóór de Schuilplaats»
- 1976 — «Marsorders voor de eindstrijd»
- 1978 — «Iedere dag nieuw: meditaties en gebeden»
- 1978 — «Het beste deel komt nog»
- 1979 — «Vertrouw op God»
- 1979 — «Vader ten Boom: man Gods»
- 1979 — «Leven in vreugd»
- 1980 — "Vrijheid voor gevangenen
- 1983 — «Niet ik, maar Christus»

## Видавництво

### Видання
2023 року християнське видавництво "Кана" разом з видавництвом "Свічадо" видали книгу "Сховок" українською мовою.
У 2004 році в Москві, у видавництві «Свет Евангелия» було видано твір — «Убежище».